# Åtvidabergs kommun
58°12′6″N 15°59′53″Ø / 58.20167°N 15.99806°Ø
Åtvidabergs kommun ligger i det svenske län Östergötlands län. Kommunens administration ligger i byen Åtvidaberg. Hovedparten af kommunen ligger i landskapet Östergötland, men to sogne, Gärdserum og Hannäs, i den sydøstlige del ligger i Småland.

## Byer
Åtvidaberg kommune har fem byer.
I tabellen opgives antal indbyggere pr. 31. december 2005.
|    | By         | Indbyggere |
| -- | ---------- | ---------- |
| 1. | Åtvidaberg | 6.947      |
| 2. | Grebo      | 979        |
| 3. | Björsäter  | 437        |
| 4. | Berg       | 335        |
| 5. | Falerum    | 304        |

## Industrier
Fund af kobber gav i middelalderen grundlag for minedrift. I kommunen er der mange rester efter bjergværksdrift, først og fremmest ved Bersbo og Mormorsgruvan. I byen Åtvidaberg opstod et fabrikssamfund omkring kobberværket.
Stedet har siden slutningen af 1700-tallet været præget af baroniet Adelswärd, hvis industriinvesteringer i 1800-tallet og 1900-tallets begyndelse var afgørende for udviklingen af moderne industri på stedet.
Eksempel på dette er virksomhederne:
- Facit AB
- ÅSSA, som udviklede signalsystemer til jernbanen
- Åtvidabergs Vagnfabrik, 1910, som konstruerede biler udviklet af Martin Eriksson,som med sin totaktsmotor lignede en amerikansk buggy og hvor lygterne fulgte forhjulenes bevægelser. Der blev dog kun produceret 12 biler.

## Eksterne kilder og henvisninger
1. ↑  ”Folkmängd i riket, län och kommuner 31 mars 2013 och befolkningsförändringar 1 januari - 31 mars 2013” Statistiska centralbyrån. Læst 13 maj 2013.

- Wikimedia Commons har flere filer relateret til Åtvidabergs kommun